# Нададорес (муниципалитет)
Нададорес (исп. Nadadores) — муниципалитет в Мексике, штат Коауила, с административным центром в одноимённом городе. Численность населения, по данным переписи 2020 года, составила 6539 человек.

## Общие сведения
Название Nadadores дано в честь вице-короля Новой Испании Хуана де Акунья-и-Бехарано, маркиза дома Фуэрте де лос Нададорес.
Площадь муниципалитета равна 717 км², что составляет 0,47 % от общей площади штата, а наивысшая точка — 1103 метра, расположена в поселении Эль-Пино.
Он граничит с другими муниципалитетами штата Коауила: на севере и востоке с Сан-Буэнавентурой, на юге с Фронтерой и Сакраменто, на западе с Ламадридом и Окампо.

## Учреждение и состав
Муниципалитет был образован 1 февраля 1866 года, в его состав входит 51 населённый пункт, самые крупные из которых:
| Код INEGI                  | Населённый пункт                                                                                          | Численность населения (2005 год) | Численность населения (2010 год) | Численность населения (2020 год) |
| -------------------------- | --- | -------------------------------- | -------------------------------- | -------------------------------- |
| 021                        | Всего | 5822                             | 6335                             | 6539                             |
| 0001                       | Нададорес (исп. Nadadores) 27°01′45″ с. ш. 101°35′31″ з. д. (административный центр)                      | 4086                             | 4343                             | 4526                             |
| 0007                       | Сан-Хосе-дель-Агила (исп. San José del Águila) 27°02′40″ с. ш. 101°39′47″ з. д.                           | 375                              | 397                              | 411                              |
| 0011                       | Вилья-де-Нададорес (исп. Villa de Nadadores) 27°00′28″ с. ш. 101°35′47″ з. д.                             | 314                              | 341                              | 295                              |
| 0135                       | Колония-Реформа (исп. Colonia Reforma) 27°02′26″ с. ш. 101°32′50″ з. д.                                   | —                                | 25                               | 274                              |
| 0003                       | Лас-Флорес (Селемания) (исп. Las Flores (Estación Celemania)) 27°02′44″ с. ш. 101°41′24″ з. д.            | 215                              | 202                              | 178                              |
| 0014                       | Нуэво-Побладо-Нададорес (исп. Nuevo Poblado de Nadadores (El Huizachal)) 27°04′41″ с. ш. 101°42′36″ з. д. | 214                              | 246                              | 163                              |
| —                          | Прочие | 618                              | 781                              | 692                              |
| Названия на карте Генштаба | |                                  |                                  |                                  |

## Экономика
По статистическим данным 2000 года, работоспособное население занято по секторам экономики в следующих пропорциях:
- сельское хозяйство и скотоводство — 20,6 %;
- производство и строительство — 41,7 %;
- торговля, сферы услуг и туризма — 33,7 %;
- безработные — 4,1 %.

## Инфраструктура
По статистическим данным 2010 года, инфраструктура развита следующим образом:
- электрификация: 98,9 %;
- водоснабжение: 97 %;
- водоотведение: 78,5 %.

## Фотографии

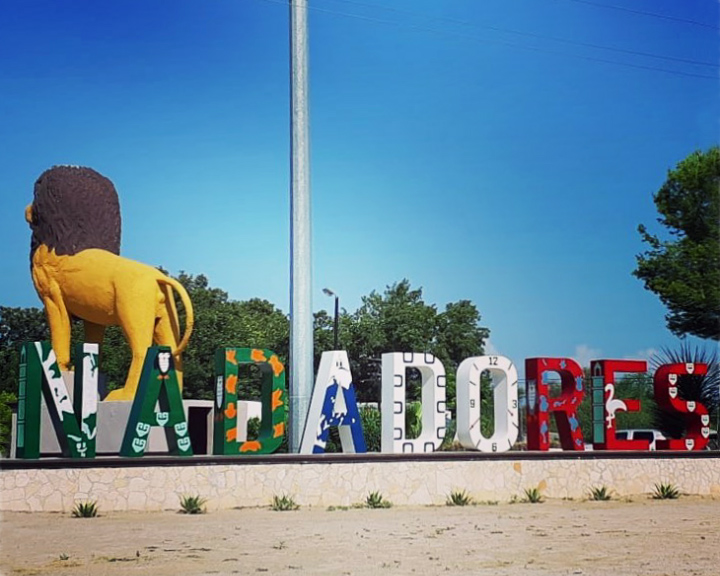
Стелла на въезде в муниципалитет
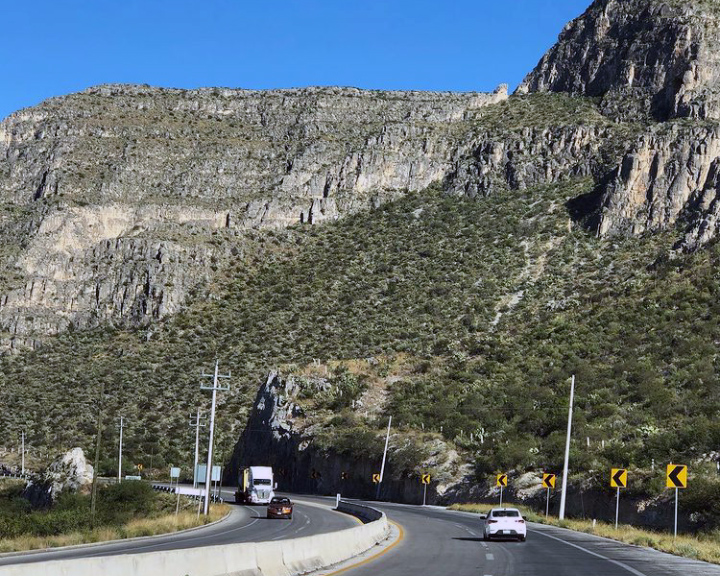
Автодорога 30